# The future has designed us
The future has designed us је компилацијски албум музичара Maxa Vincenta. Објављен је постхумно 22. јуна 2015. године на винил формату за издавачку кућу Discom у 500 примерака. На албуму се налази десет претходно необјављених песама, снимљених у периоду од 1984 до 2002. године. Песме Београдска девојка, Остави све и Лош је дан објавила је група Max & Intro, а осталих седам су соло песме Maxa Vincenta.